# CANT 22
Dimensions
Le CANT 22 est un hydravion biplan trimoteur produit à partir de 1928 par le constructeur aéronautique italien Cantieri Riuniti dell'Adriatico ou simplement CANT. Il servit comme aéronef de transport et avion postal sur les lignes aériennes de la compagnie aérienne Società Italiana Servizi Aerei - SISA.

## Histoire
En 1927, la compagnie aérienne SISA voulait remplacer l'hydravion CANT 6ter en service dans sa flotte par un nouvel appareil. Le projet fut confié à l'ingénieur Raffaele Conflenti qui a créé un avion au lignes traditionnelles, un biplan avec une coque centrale placée devant les ailes et servant de cabine pour les passagers. Mais il introduisit deux innovations techniques, une configuration d'aile sesquiplane, avec l'aile inférieure bien plus petite que l'aile supérieure, et la construction de la coque mixte, des longerons en bois et les nervures des ailes en duralumin.
Le prototype, avec le code d'entreprise « NC.4 », vola pour la première fois sur les eaux devant Monfalcone en mars 1928 avec le pilote d'essais Adriano Bacula aux commandes.
Après sa validation, le modèle assume son appellation officielle CANT 22. Trois exemplaires furent lancés en fabrication suivis de sept autres peu après mais qui comportaient une variante de moteur. Les 7 hydravions furent nommés CANT 22 R.1 car ils avaient un moteur central plus puissant (500 ch), l'Isotta Fraschini Asso 500 doté d'une hélice à 4 pales.
Cet hydravion pouvait transporter 10 passagers disposés sur 3 files de fauteuils individuels. 
En 1934, la nouvelle compagnie créée par le régime fasciste Ala Littoria née de la fusion de plusieurs autres compagnies privées dont SISA et SAM acquit les 6 CANT 22, en service dans ces deux compagnies.

## Différentes versions

### Civiles
- CANT 22 : premier modèle en fabrication en série, propulsé par 3 moteurs Isotta Fraschini Asso 200. 3 exemplaires furent produits[1].
- CANT 22 R.1 : version disposant d'un moteur central plus puissant, un V12 Isotta Fraschini Asso 500 de 500 ch avec une hélice à 4 pales. 7 exemplaires furent fabriqués[1].

### Militaire
- CANT 22 bombardement : version militaire prévue pour servir de bombardier et lance-torpilles. Ne fut jamais fabriqué[2].

## Utilisateurs
Royaume d'Italie
- Ala Littoria - Compagnie aérienne civile
- Regia Aeronautica - Armée de l'air du royaume d'Italie
- Regia Marina - Marine du royaume d'Italie